# 加佐普伊
加佐普伊（法語：Gazaupouy，法語發音：[ɡazopwi]）是法国热尔省的一个市镇，属于孔东区。

## 地理
加佐普伊（44°0'27"N, 0°27'2"E）面积20.94 平方千米，位于法国奧克西塔尼大區热尔省，该省份为法国西南部内陆省份，北起顺时针与洛特-加龙省、塔恩-加龙省、上加龙省、上比利牛斯省、大西洋比利牛斯省和朗德省接壤。
与加佐普伊接壤的市镇（或旧市镇、城区）包括：欧维尼翁河畔卡斯泰尔诺、孔東、蒙克拉博、利加德、普伊罗克洛尔、拉罗米约。

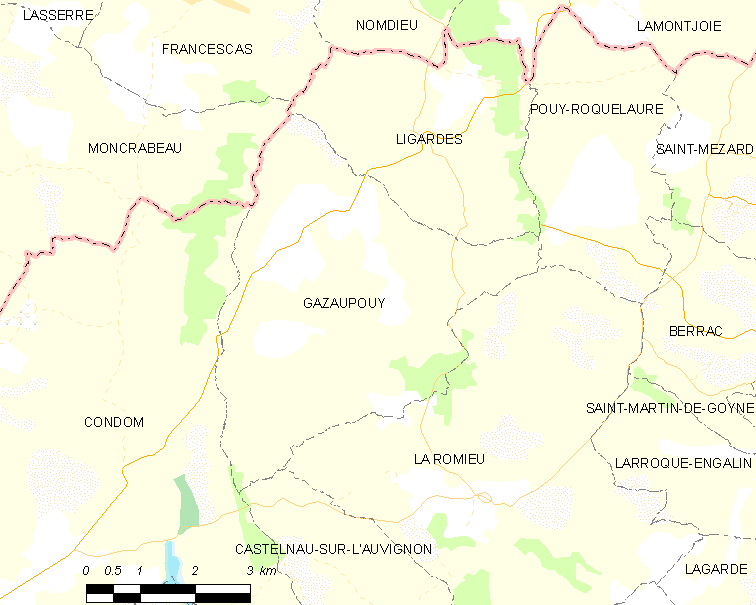
加佐普伊的OSM定位图

加佐普伊的时区为UTC+01:00、UTC+02:00（夏令时）。

## 行政
加佐普伊的邮政编码为32480，INSEE市镇编码为32143。

## 政治
加佐普伊所属的省级选区为莱克图尔-洛马涅县。

## 人口

1962-2008年间加佐普伊人口变化图示

加佐普伊于2022年1月1日时的人口数量为245人。